# Charo Zarzalejos
María del Rosario "Charo" Zarzalejos Nieto (Bilbao, 1952) es una periodista española.

## Biografía
Es hija de José Antonio Zarzalejos Altares, que fuera vocal del Jurado de Ética Periodística del Ministerio de Información y Turismo en los años 1960, fiscal del Tribunal Supremo y vocal del Consejo General del Poder Judicial (CGPJ). Charo Zarzalejos se licenció en derecho en la Universidad de Deusto, pero ha dedicado su trayectoria profesional al mundo del periodismo. Está especializada en política vasca y el análisis parlamentario. Sus inicios profesionales se sitúan en el ámbito de la prensa escrita. Comenzó a trabajar en La Gaceta del Norte de Bilbao. Fue una de las pocas periodistas que vivieron en primera persona el golpe de Estado de Tejero, estando en el interior del hemiciclo cubriendo la información parlamentaria en 1981. Además de trabajar en prensa escrita, ha trabajado para diversos programas de TVE como 59 segundos, Los desayunos de TVE o La noche en 24 horas hasta 2018, en la desaparecida CNN+, así como en Telemadrid, ETB, Castilla-La Mancha TV, y otras cadenas de televisión autonómicas. También ha colaborado, y colabora, en diversas emisoras de radio como EiTB, la SER y Punto Radio.
Estuvo casada con Antonio Petit Caro, también periodista, y es madre de cuatro hijos. Su hermano José Antonio Zarzalejos fue director del diario ABC así como secretario general de Vocento. También es hermana de quien fuera secretario general de Presidencia durante la etapa de José María Aznar, Javier Zarzalejos.